# Uracentron flaviceps
Espèce
Synonymes
- Doryphorus flaviceps Guichenot, 1855
- Doryphorus castor Cope, 1871

Uracentron flaviceps est une espèce de sauriens de la famille des Tropiduridae.

## Répartition
Cette espèce se rencontre:
- dans le nord-ouest du Brésil dans les États d'Amazonas, du Rondônia et d'Acre ;
- dans le sud-est de la Colombie ;
- dans l'est de l'Équateur ;
- dans l'est du Pérou.

Sa présence est incertaine en Bolivie.

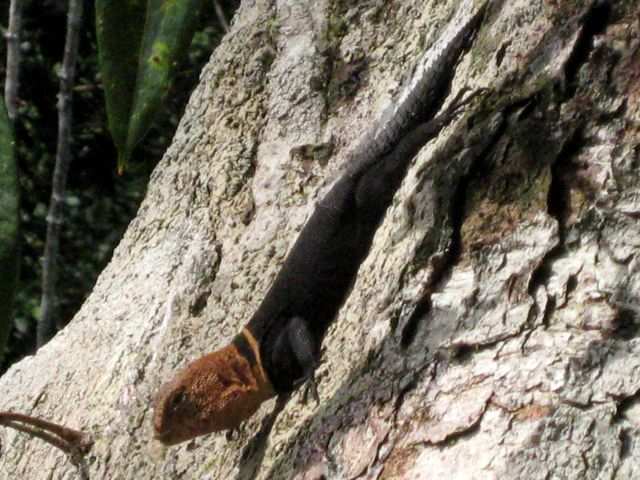

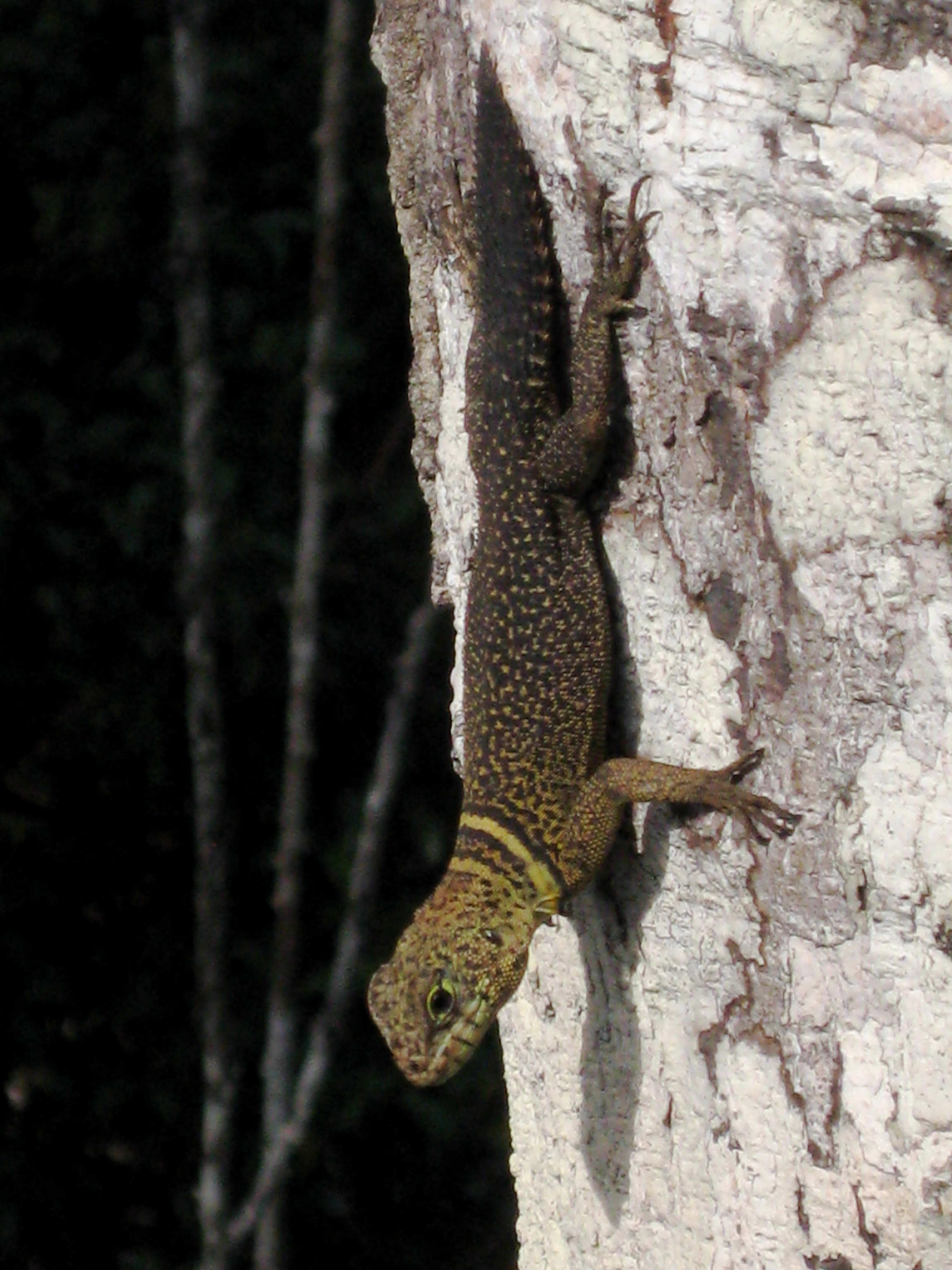

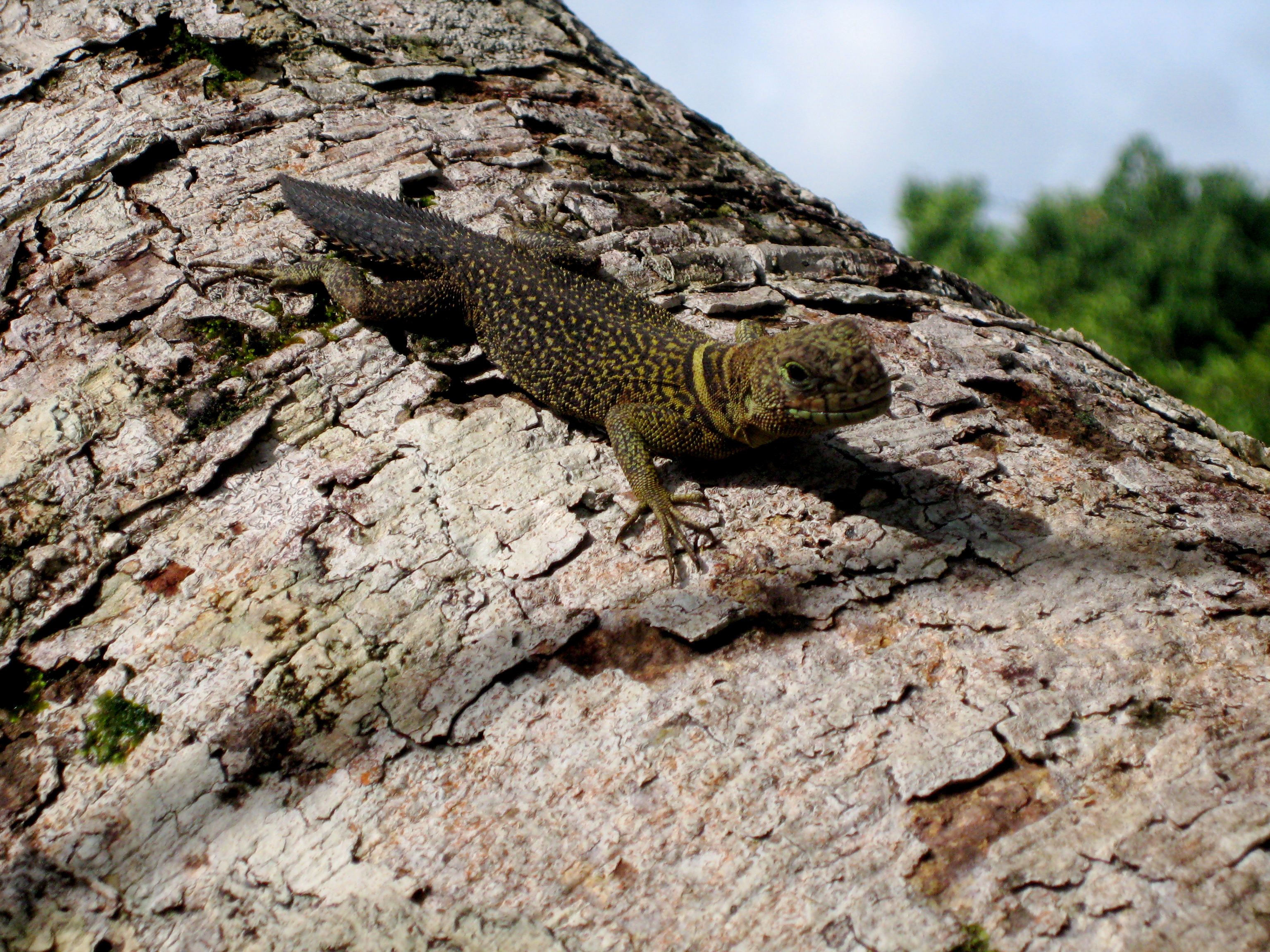

## Publication originale
- Guichenot, 1855 : Animaux nouveaux ou rares recueillis pendant l’Expédition dans les parties centrales de l’Amérique du Sud, de Rio de Janeiro a Lima, et de Lima au Para ; exécutée par ordre du gouvernement français pendant les années 1843 a 1847, sous la direction du P. Bertrand (texte intégral).